# Trypeticus frontalis
Trypeticus frontalis är en skalbaggsart som beskrevs av Schmidt 1897. Trypeticus frontalis ingår i släktet Trypeticus och familjen stumpbaggar. Inga underarter finns listade i Catalogue of Life.